# Fustiaria stenoschiza
Fustiaria stenoschiza är en blötdjursart som först beskrevs av Henry Augustus Pilsbry och Sharp 1897.  Fustiaria stenoschiza ingår i släktet Fustiaria och familjen Fustiariidae. Inga underarter finns listade i Catalogue of Life.